# الحكلي
الحَكْلي صيغة الجمع الحكلا ويطلق عليهم أيضا القَرا - بفتح القاف - و«جَرا» بلسان البادية، أو كما في بعض المصادر الأجنبية Qara نسبة إلى جبال قرا في سلطنة عمان. قبيلة عربية تسكن حاليا في محافظة ظفار في جنوب سلطنة عمان.

## نبذة من التاريخ

### حبروت
خاضت قبيلة الحكلي حروبًا ضد الدولة المنجوية، ثم نزحت إلى ديار حبروت في بادية ظفار الغربية بسبب هذه المواجهات، واستقرت هناك حينا من الدهر. وفي أواخر القرن السادس الهجري، وتحديدا عام 596 هـ، ذهب وفد من قبائل القرا من ظفار إلى حضرموت لطلب المساعدة العسكرية من حاكمها السلطان عبد الله بن راشد الكندي أحد سلاطين آل راشد. ومن هذا نستنتج أن الحكلي وقتها كانوا في بادية ظفار وبالتحديد في حبروت التي نزحوا إليها بعد مصادماتهم مع آل منجوه. وعقب هذا النزوح عاد الحكلي إلى أن استقروا في المنطقة الوسطى من جبال ظفار ما يعرف بجبل القرا، ويؤكد هذا ما يشيع بينهم من قصص وروايات شبة متواترة، تتحدث عن امتدادهم في فترات لاحقة إلى الشرق، نحو منطقة الدين (آدين) حيث قبيلة الدين التي كانت تستوطن مناطق شرق جبال ظفار، ثم تبع ذلك موجات انتشار نحو الغرب إلى منطقة القمر، حيث قبيلة القمر المهرية، فتواجهوا مع القبيلتين، وانتهى الأمر باستقرارهم وانتشارهم في المنطقتين المذكورتين من حاسك إلى جبال ضلكوت.
وفي القصص المتوارثة لدى الحكلي، قصة تتحدث عن ثلاث رجال منهم تزوجوا ثلاث نساء من الشحرة إبان صراعهم مع آل منجوه، اضطروا إلى تركهن عند أهلهن في سهل حمران، فأنجبن لهم ثلاثة ذكور ظلوا مع أمهاتهم إلى أن بلغوا، وكان أخوالهم لا يخبرون بأنهم من القرا خشية من أن تطالهم يد المنجوي وجنوده، وذات يوم أغار عساكر المنجوي على قطيع من الماعز كان الإخوان الثلاثة يرعونها، فقاموا بقتل أحد عساكر الحاكم المنجوي؛ وذلك لمنعهم من أخذ الماعز التي كانت لأمهاتهم أو لأخوالهم، فقال المنجوي بعد أن علم بالحادثة: إن من فعل هذا القرا لا غيرهم، وللقصة بقية يتناولها كتاب الإضافة للدكتور محمد بن سالم المعشني الحكلي. ومن هذه القصة نأخذ قرائن ودلائل على فترة نزوح الحكلي إلى ديار حبروت. وجدير بالذكر أن للحكلي أخوال في بني كدة في صار مهرة، وهو ما يفسر نزوحهم إلى أرض حبروت.

### البرتغاليون
قامت معارك بين قبائل ظفار والبرتغاليين إبان غزوهم لجنوب شبه الجزيرة العربية في الفترة ما بين 1507 - 1525 م والتي كانت أشهرها معركة ريسوت المعروفة بمعركة البقر أو ليلة البقر.

#### معركة ريسوت
هي معركة ضارية خاضتها قبائل القرا ضد حامية برتغالية متحصنة في ميناء ريسوت، فقد كانت معركة ليلية تمكن فيها القرا من الانتصار والقضاء على جُل الحامية البرتغالية بعد احتلالهم للقلعة، وتفاصيل المعركة هي: أعد المهاجمين خطة المعركة في اجتماع عام للقرا، حيث ساغ القرا أمامهم قطعان البقر لتفادي رصاص البرتغاليين. وذلك في ليلة ممطرة شديدة الرياح، فقد سبقت تلك المعركة معارك عدة بين الجانبين تسفر في كل مرة عن قتلى من جانب القرا وذلك مرده أن البرتغاليين يستخدمون البنادق فيما القرا ليس عندهم إلا السيوف والرماح، ومع تعدد المعارك عرف القرا البنادق ودرسوا خصائصها حيث كانت تحشى بالبارود ومن ثم يقدح بفتيلة صغيرة حتى تنفجر، وبعد معرفة عدم فعاليتها في الهواء أو المطر شنّ القرا هجومهم في ليلة مظلمة ممطرة شديدة الرياح، وزحفوا خلف أعداد كبيرة من البقر فقد تستر كل محارب خلف بقرة. ولما أطلق البرتغاليين بنادقهم اصطدم الرصاص بالبقر ونجا المهاجمون الذين كروا عليهم بالسيف والرماح مقتحمين قلعة البرتغاليين في ريسوت. فكان لهم دور تاريخي في المنطقة عندما تصدوا للغزو البرتغالي وطردوا الغزاة من ظفار.

### الدولة الكثيرية
في سنة 816 هـ ذكر شنبل أن علي بن عمر بن جعفر الكثيري أخذ ظفار بعد أن انتزعها من أميرها أحمد بن جسار الكندي وحلفائه من القرا. كان القرا في ظفار تتغلب على طباعهم حرية البداوة وكانوا غير خاضعين تماماً لسلطة ظفار، فكان ولاة ظفار يصرفون النظر عن بعض تمردهم ويلجؤون إلى مداراتهم والتلطف إليهم.
ولكن السلطان علي بن بدر بن عمر الكثيري أراد إخضاعهم وقهرهم وإذلالهم، فلم يسعده الحظ بما أراد، ففي عام 1081 هـ ورد أن السلطان علي بن بدر هاجم القرا في الجبل فهزموه، واضطر إلى طلب النجدات والغوث وأخيرا صالحهم على ما في تمنياتهم. وفي عام 1119 هـ الإمام المهدي يعين علي بن جعفر بن عمر الكثيري نائبا على ظفار ولكن القرا والمهرة والعسكر منعوه من نزول البندر. ظل الصراع دائر بين القرا والدولة الكثيرية محتدم، ولم يستقر لولاة آل كثير بعد ذلك قدم في ظفار.

### دولة السقاف
هو الأمير محمد بن عقيل بن عبد الله السقاف، ينتسب إلى السادة الأشراف المعروفين بالنفوذ الديني والاجتماعي في فترات متفاوتة في كل من حضرموت وبلاد مهرة وظفار. وكان لهذا التاجر أو الشيخ أو السيد أو الأمير كما كان يسمى نفوذًا تجاريًا وبحريًا يمتد من سواحل ظفار إلى القرن الأفريقي وجنوب البحر الأحمر، وكان له أسطول من السفن التجارية ويعمل عليها جيش من العبيد، وكان يتاجر بمواد البناء والبهارات وتجارة الرقيق. استغل الفراغ السياسي الذي خلّفه إجلاء الدولة الكثيرية عن ظفار على يد قبائل الحكلي، حيث نصب نفسه أميرًا على ظفار عام 1220 هـ وبنى فيها قصر السور.

#### السقاف وحكم ظفار
لم يلقى السقاف ترحيب واعتراف مباشر من قبائل ظفار، وكان محمد بن عقيل يدرك أن ضمان ولاء قبائل القرا لمن سبقوه إلى حكم ظفار ليس بالأمر السهل، وكان يظن أنه يمكن تحقيق ذلك بالمصاهرة، فتزوج عند آل قطن وهي قبيلة من الحكلي معروفة تسكن جبال ظفار الوسطى في جبل القرا في وادي نحيز وما حوله، حيث تزوج من سلطانة بنت سعيد بن بحور قطن. ومناطق نفوذه اقتصرت على السهول أما الجبال والبادية فكانت مناطق نفوذ قبلي. أتت الأحداث على عكس ما أراده الأمير حيث بدأت بوادر عصيانه من ديار الشرق بالتحديد من آل عمر الحكلي حيث يذكر أنه وسع حكمه إلى مرباط التي شيد بها إحدى قلاعه، وحدث فيه أن رفض آل عمر دفع الضرائب للسقاف حيث أتى في كتاب القاسمي أن السقاف فرض على قبائل ظفار الضرائب في قرابة عام 1826 م، وهو التفسير الواضح لسبب مناصبة القبائل العداء له. ومنه حصل أن دارت بعض المواجهات بعد أن قدم جيش السقاف إلى مرباط على أثر حرق سفينة السقاف (نحيزة) التي أسماها على وادي أصهاره من بني قطن وادي نحيز الراسية في مرباط وذلك لتمردهم عليه. ويرد أنه سقط قتيل لآل عمر واثنان لعسكر السقاف أثناء محاولة أفراد من آل عمر فك أسر بعض ذويهم الذين اعتقلهم جيش السقاف عند وصوله ديار مرباط. ساءت الأمور أكثر على أصداء محاصرة آل عمر في قنزلت جبل سمحان، وعلى إثر قتل بعض قبائل محاديتا من الحكلي لأحد عبيد محمد بن عقيل الذي على إثر ذلك أمر بملاحقة المهاجمين إلى السهول المحاذية للجبال، وهو السهل شمال مدينة صلالة حاليًا، حيث قتل أحد المهاجمين وهو من القرا الأمر الذي أغاض القرا الذين عقدوا النية على إجلاء محمد بن عقيل ودحر حكمه.

#### موقعة وادي نحيز
وفي يوم من الأيام التي يشوبها التوتر بين حكم السقاف والقبائل زار فيها مسلم بن سعيد بن بحور بن قطن شقيقته سلطانة وقابل صهره محمد بن عقيل في قصره في صلالة، أعرب فيه محمد بن عقيل لصهره عن رغبته في الطلوع في نزهة إلى وادي نحيز خصوصا أن الوادي يظهر بأجمل حلله بعد أمطار الخريف «الصرب»، فهو لا يبعد كثيرا عن صلالة وهي تقدر بمسافة 20 كيلو متر، ولكن مسلم بن بحور تفاجأ بهذا الطلب وحاول الاعتذار والتحجج بضرورة العودة إلى الجبل لأمر مُلح خصوصا وهو يعلم بغيض القرا على محمد بن عقيل. وصادف أن كان بحضرة محمد بن عقيل في حينه أحد أصدقائه من قبيلة الكثيري واسمه بن صمديد، فقال بن صمديد لمحمد بن عقيل: «أنا أعرف وادي نحيز وإذا رغبت بزيارته رافقتك إليه». وبعد أيام خرج محمد بن عقيل على كوكبة من الخيول يرافقه بن صمديد وبعض العبيد، وحين وصلوا إلى أسفل الوادي وقد أدركهم الليل حطو الرحال في مكان يسمى «أيعر» حيث بعث محمد بن عقيل لصهره بن بحور من قريته في أعالي الجبال، فلما وصلهم بن بحور في صبيحة اليوم التالي انطلق الركب إلى منطقة وسط الوادي تسمى «أوطح» حيث السهل المنبسط والأشجار العالية ومواقع السكان من حول الوادي، افترشوا العشب وحطوا الرحال وجلس محمد بن عقيل ورفيقيه مسلم بن سعيد بن بحور وبن صمديد تحت شجرة عِلْب عالية وواسعة جدا تتوسط غابة من الأشجار العالية التي تكثر في وادي نحيز، وكان الخدام منشغلين بترتيب متاعهم وربط خيولهم وقطع أشجار الوادي. وسبق أن لاحظت ركبهم خادمة آل عرموم من بني قطن كانت تحش الأعشاب من الوادي عند مرورهم بقربها، فاكتنفها الفزع واستنكرت المنظر الغير مألوف في جبال ظفار من الخيول ولباس هذه الشخصية المهيبة خصوصا أن الخيول كانت غير موجودة في ظفار منذ عهد قديم. فانطلقت الخادمة إلى الناس تستغيث وتصرخ أن قوما أغراب قد غزوا الوادي. فأتى على الصائح أحمد بن محاد بن عرموم بن الشوري، وهو رجل قوي الشخصية ومن أسرة وجيهة في قبيلة قطن، يرافقه ثلاثة من أسرته إلى حيث حط محمد بن عقيل. فتقول الرواية؛ أن بن عرموم ورفاقه لما أقبلوا إلى محمد بن عقيل نادوا مسلم بن بحور على بعد خطوات قبل أن يصلوا أو يسلموا، فلما جاءهم بن بحور سألوه من هذا الرجل فقال لهم هذا محمد بن عقيل فسألوه. هل هو معك؟ بمعنى أنت أتيت به؟ (أي أتى على ذمتك) فقال بن بحور: عارضتهم بالطريق. فلم يمهله بن عرموم للمزيد من التفاهم أو التفسير فهجم بن عرموم بالسيف على محمد بن عقيل وضربه ثلاث ضربات بالغة وكان ذلك في عام 1245 هـ، وهجم بقية من كان مع بن عرموم على الخيول فقطعوا عليها الحبال حتى لا يتمكن القوم من الهرب، فاندلع الاشتباك بين مسلم بن سعيد بن بحور وبني عرموم إذ لم يكن في العرف القبلي أي خيار أمام بن بحور سوى الثأر والنقاء لصهره ورفيقه الذي قتل في وجهه وإن كان القاتل من بني عمه. بعدها حمل بن بحور ومن كان معه محمد بن عقيل ململمين جراحهم عائدين إلى صلالة حيث توفى محمد بن عقيل كما تقول الرواية متأثرا بجراحه في اليوم الثاني في صلالة. وبقيت الفتنة القبلية قائمة جرّت بعدها قتلا بين بني بحور وبني صمديد، ولم تخمد جذوتها إلا بعد 30 سنة من المقتلة.

#### معركة شو حقف 1245 هـ
بعد تأزم الأمور ومقتل محمد بن عقيل أخذ شقيق السقاف يعد عدته للحرب ثأرا لأخيه، وانتدب للحرب وقام بحشد جيشا من العبيد والمرتزقة ودعا قبائل الحموم من حضرموت لمساندته والتي وصلت أخيرا إلى ظفار ملبية الداعي، وكان العسكر يقبض على من صادفه من رجال قبائل الحكلي وحدث أن اعتقلوا رجال من بني كشوب وتبوك، وكان فيهم ابن الشيخ محمد بن سالم حرين من بني علي بن زينة تبوك من شخصيات الحكلي المشهورة ومن مشاهير قبيلة تبوك، حيث أمر الشريف بإعدامهم جميعا، والروايات تقول أنه عند دخول العسكر ليعدموهم كان ابن الشيخ بن حرين يخبئ في شعره الكثيف قطعة حديد طعن بها أحد العسكر فقتله، ثم حاصروه وقتلوه وأخذوا البقية وأعدموهم، وعندما وصل الخبر إلى الشيخ محمد بن سالم حرين استنفر قبائل الحكلي من حاسك إلى ضلكوت، واستطاع ان يستثير القبائل على حكم الشريف، وتجمعوا في منطقة تسمى «شو حقف»، معسكر قيادة الفرق الوطنية حاليًا، مجتمعين بهدف الثأر، وتوافدت رجال العشائر من كل الجبال إلى المنطقة المذكورة، وعندما وصل الخبر إلى الشريف خرج من صلالة بعساكره من العبيد ومن معه من القبائل وتذكر الروايات أنه كان معهم رجل من السادة الأشراف يقول فيها: أريد أن أرى بعيني دم القرا سايح.
دارت رحى المعركة في مناطق شو حقف والسهول المجاورة في معركة شرسة بين القبائل وجيش الشريف انتصر فيها الحكلي وانهزم الشريف شر هزيمة ولاذ جيشه بالفرار في السهول نحو المدينة، وعلى إثرها خرج آل السقاف ومن معهم وحاشيتهم من ظفار، ويذكر أن السيد الذي كان يرافق العسكر هم على قتله أحد رجال بني تبوك فصاح به أحدهم ليذكره قائلا: شريف.. شريف، فرد قائلا بالمقولة الشهيرة: أول شريف بول مشرفت، أي اليوم لا شيء اسمه شريف فأرداه قتيلا. وبعد المعركة كان مجموعة من الحموم قد وقعوا في الأسر، فصاح البعض يطالب بقتلهم وتوزيعهم على القبائل التي قتل أبناؤها، عند ذلك قام فيهم الشيخ بن حرين وقال: أنا ابني قتله الشريف وهؤلاء الحموم ليس بيننا وبينهم أي ثأر، وذنبهم ليس إلا أنهم جنود دخلوا في عسكر السقاف للترزق، وأنا اشهد الله وأشهدكم أني قد عفوت عنهم واطلب الجميع بذلك، بعدها قام بقية شيوخ الحكلي وزعمائهم واثنوا على كلامه وأعلنوا العفو عن الأسرى، وهو ما جعل الحموم يتأثرون من هذا الموقف وقرروا على إثره العودة إلى حضرموت وعدم المشاركة في أي حرب ضد الحكلي الذين طوقوا أعناقهم بهذا الجميل، وذلك بفضل الشيخ محمد بن سالم حرين بن زينة آل تبوك، وبهذا يكون انتهى حكم آل السقاف لظفار.

### الأمير مولى الدويلة
بعدها بنصف قرن بايع أهل ظفار العالم فضل مولى الدويلة حيث تولى إمارة ظفار سنة 1292 هـ بدعم ومساندة من الدولة العثمانية، فاستقرّ بها ودانت له القبائل المجاورة لها. ولكن بعد خمس سنوات ضاقت به قبائل القرا، بسبب ارتفاع الرسوم ودخول البلاد في قحط، فهاجموا قلعته وأرغموه على الفرار من البلاد. فخرج على إثر ذلك من ظفار ودخلت المنطقة في صراعات داخلية انتهت بسيطرة السلطان العماني على إقليم ظفار.

## النسب
ظل الحكلي يتفاخرون بكونهم «حكلي» تاركين لمن أراد أن يجتهد فيما بعد ذلك من مؤرخي العرب ونسابيهم باب الاجتهاد مفتوحًا، فنجدهم تارة ينسبون الحكلي إلى حمير من أبناء مهرة بن حيدان بن قضاعة، أو من أبناء حضرموت بن عمرو بن قيس بن معاوية. وتارة ينسبونهم إلى كندة بالتحديد من الصدف. ويعتقد بعض المستشرقين أنهم من الساميين والسكان الأصليين لمنطقة جبال عمان، وجاء عنهم في بحث معهد ستانفورد للأبحاث الآتي:«قبيلتين من أصل غير مؤكد هما القرا والشحوح. وتسكن القرا في جبال تحمل اسمها في ظفار. وهم مسلمون اسميا، ويوصفهم جيرانهم العرب بالبربر، ويُعتقد أن القرا قد يكونون من بقايا السكان الأصليين لجنوب شبه الجزيرة العربية». وفي مزاعم مداد بن سعيد بن حمد الهنائي أن «القرا» من قضاعة و«الحكلي» من كندة وهما تحالف قبلي.

## فروعهم

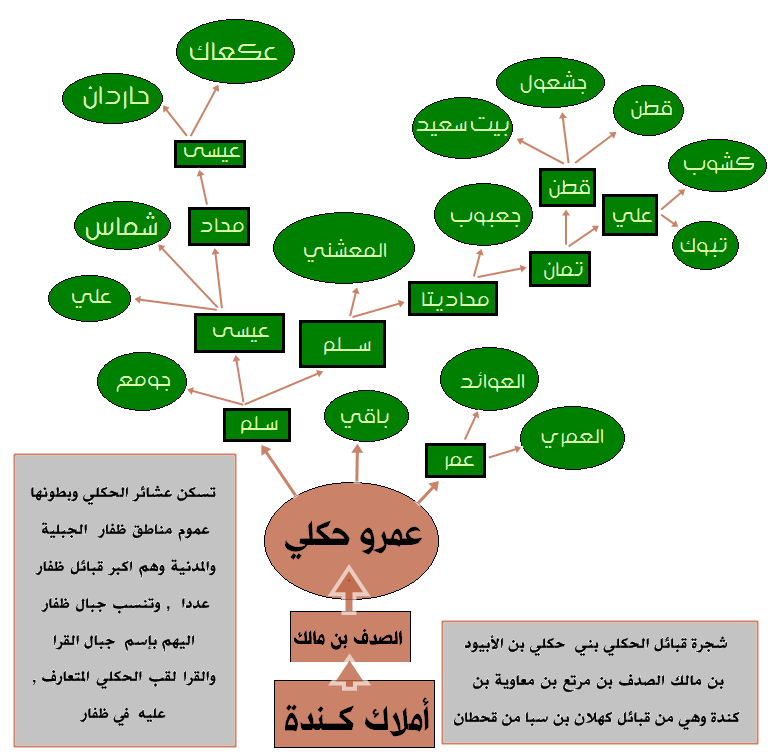

تعود قبائل وعشائر الحكلي إلى ثلاث بطون رئيسية لا زالت بعضها مرتبطة بالأسماء القديمة والأخرى تفرعت إلى أفخاذ وتسمت بأسماء التفرعات، ويقال هم أبناء عمرو بن محمد الحكلي: عمر، وباقي، وسلم.

### آل عمر
- العمري: قبيلة تنحدر من بني عمر بن عمر بن عمرو الحكلي.
- العوائد: عويّد أو العويّد، عشيرة من بني عون بن عمر من عمر بن عمرو الحكلي.

### آل باقي
- باقي: قبيلة تنحدر من بني باقي بن عمرو الحكلي.

### آل سلم

#### بنو عيسى بن سلم
- علي بن عيسى: قبيلة من بني علي بن عيسى بن سلم بن عمرو الحكلي.
- عكعاك: قبيلة من بني عكعاك بن عيسى بن محاد بن عيسى بن سلم بن عمرو الحكلي.
- شماس: قبيلة من بني عفيف بن شماس بن عيسى بن سلم بن عمرو الحكلي.
- حاردان: قبيلة من بني حاردان بن عيسى بن محاد بن عيسى بن سلم بن عمرو الحكلي.

#### بنو سلم بن سلم
- المعشني: قبيلة من بني أحمد أودين بن سالم المعشني بن سلم بن سلم بن عمرو الحكلي. وهم أخوال السلطان قابوس حيث تزوج السلطان سعيد بن تيمور منهم.

#### بنومحاديتا
- جعبوب: قبيلة من بني عيسى بن محاديتا بن سلم بن سلم بن عمرو الحكلي.
- كشوب: قبيلة من بني كشوب بن علي بن تمان بن محاديتا بن سلم بن سلم بن عمرو الحكلي.
- تبوك: قبيلة من بني تبوك بن علي بن تمان بن محاديتا بن سلم بن سلم بن عمرو الحكلي.
- قطن: قبيلة من بني قطن بن قطن بن تمان بن محاديتا بن سلم بن سلم بن عمرو الحكلي.
- سعيد: قبيلة من بني سعيد بن قطن بن تمان بن محاديتا بن سلم بن سلم بن عمرو الحكلي.
- جشعول: قبيلة من بني جشعول بن قطن بن تمان بن محاديتا بن سلم بن سلم بن عمرو الحكلي.

#### بنو جومع بن سلم
- جومع: قبيلة من بني عامر بن فيقاش بن عيسى بن جومع بن سلم بن عمرو الحكلي.

## اللغة
وهي ناطقة إلى جانب العربية بلسان ظفار أو بما يعرف بالجبالية أو شحرات، و«شحرات» مصطلح مرادف لـ«جبلات» في لسان ظفار ومعناه النسبة إلى الجبال.

## ديار الحكلي
تسكن قبائل وعشائر الحكلي جبال ظفار والسهول المحاذية لها، وارتبط ذكر الحكلي بهذه المنطقة في شرق جنوب الجزيرة العربية منذ قرون طويلة. وهم يشكلون أغلب سكان ست ولايات من أصل عشر ولايات وإحدى عشر نيابة جبلية في محافظة ظفار حاليا، ويقدر عدد أفراد القبيلة في ظفار والخليج واليمن إلى أكثر من 100 ألف نسمة وذلك على ما تعطيه بعض المؤشرات الإحصائية والوثائق الرسمية.
كما تشير بعض الإحصائيات الموثوقة أن عددهم لايتعدى 35 ألف نسمه حسبما جاء في موقع موسوعتي . 
- ولاية سدح: تسكنها عشائر من بني عمر في مدينة سدح وفي قراها بداية بحاسك الحد الشرقي للحكلي وجوفا وحدبين وعموم سهل صالوت.
- ولاية مرباط: تتركز بها قبيلة العمري في مدينة مرباط وفي المناطق الغربية لجبل سمحان التابعة لها وفي الأجزاء الشرقية لجبل القرا، من أهم قراهم في الجبال طوي اعتير وعقبة غاديه وكزيت خيف ويور.
- ولاية طاقة: يسكنها بني المعشني وبني العوائد، أهم مواطن عشائر بني المعشني مدينة الحق وعقبة اقيرعوت وقرى وادي عرام ومناطق شيحيت وخبرارت ووادي دربات ووادي طبروق واثوم وناشب وسهول حمران، ويسكن بني العوائد مناطق جيلوب ومرتفعات جبجات.
- ولاية رخيوت: تسكنها مجموعة من قبائل الحكلي، وبها عشائر بني عكعاك وبني باقي وبني شماس وبني جومع وبني جشعول، وتسكنها عشائر من بني حاردان ومن بني سعيد وفخائذ من العمري وبني علي بن عيسى، أبرز المناطق هي شهب أصعيب واجدروت وارديت ومدينة رخيوت وانزوت ومقورح وشعت.
- ولاية ضلكوت: تسكنها عشائر قبيلة حاردان، ومن بني شماس وبني عكعاك وبني سعيد والعمري، أهم مواطنهم مرتفعات خضرفي وحفوف ودهق ومدينة ضلكوت.
- ولاية صلالة: تسكن ضواحيها عشائر من الحكلي كمناطق صحلنوت وأحياء السعادة الشمالية والجنوبية وحي الدهاريز وحي الحصيلة وحي القرض وحي القرا في الزاوية وحي عوقد الجنوبية ومناطقة شمال العوقدين وحي القنطرة والغربية وريسوت ومناطق غرب ريسوت.

### النيابات الجبلية في ولاية صلالة
- نيابة السان: تسكنها قبيلة جعبوب وهم من بني محاديتا، أهم مواطنهم عقبة ألسان واضيبدوت ومناطق أشنهيب وناشب.
- نيابة زيك: تسكنها قبيلة كشوب من بني محاديتا، في مناطق زيك وقرى أسطاح وحميث وريثوت ووادي غير ومناطق شير وصحلنوت.
- نيابة قيرون حيريتي: تسكنها قبيلة تبوك من بني محاديتا، تعد أهم مناطقهم قيرون حيريتي وعقبة حمرير وشيحيت وذغروب ورياش ووادي عربوت وركبيت وانهيلام وحفوف ومناطق حجلين وانحاطاق ومنفعت وجوجب ورصم وسهل الصاف.
- نيابة حجيف: يسكنها بني قطن من بني محاديتا، سكناهم في حجيف ومرتفعات أرزعوت وعلا وجبال أمبشق وعقبة آسير وشيروف ووادي نحيز والسهول التابعة لها في داخام وكوزوع وفوض نحيز قبالة مدينة صلالة.
- نيابة طيطام: تسكنها قبيلة بني سعيد من بني محاديتا، من مساكنهم مرتفعات طيطام وعقبة تيدبور وعقبة طوق وعقبة قفطوت وعقبة عروقم وعقبتي حراب وجوز ومناطق السهول المحاذية للجبال جهة القبلة غرب مدينة صلالة كسهل شيهيتا وأصينعوت وديرزان وهيام وأوطح ومقبارت وكيزوت واسيرنوت وغيض ومناطق ريسوت وحيور في مسبوخ وأفتلقوت.

### الحكلي خارج ظفار
- اليمن: تسكن عشائر من فروع الحكلي المختلفة في مناطق مجاورة لضلكوت في حوف وجادب وجبالها وفي سيحوت منطقة عتاب وفي جزيرة سقطرى.
- الخليج: تتواجد عشائر من فروع الحكلي المختلفة في مناطق مختلفة من دول مجلس التعاون الخليجي خارج سلطنة عمان، في دولة الإمارات العربية المتحدة في العين وإمارة أبوظبي، وفي السعودية المنطقة الشرقية، ودولة البحرين، ودولة قطر.

## في الكتب

### كتاب البلاد السعيدة
كتاب البلاد السعيدة كتاب تاريخي يتناول طبيعة وقبائل شبة الجزيرة العربية وهو للمؤلف برترام توماس، ترجمه للعربية محمد أمين عبد الله. ورد في الكتاب فصول خصصها المؤلف لجبال القرا والتفاصيل المتعلقة بها، وهي الفصل الرابع بعنوان في جبال القرا وعين أرزات. وفي الفصل السادس بعنوان جبال القرا: الضباع - عقائد العلاج والختان. وفي الفصل السابع بعنوان جبال القرا: الحسد وطقوس النار. وفي الفصل الثامن بعنوان جبال القرا: تحيات الوداع. وتضمن الكتاب صور بالعناوين التالية:
- جبال القرا تشرف على وادي نهاز، أي وادي نحيز
- كهوف وصخور في جبال القرا
- صخور وكهوف أخرى بجبال القرا
- منظر آخر من جبال القرا

### كتاب الرمال العربية
كتاب في التاريخ والجغرافيا ألفه ويلفريد ثيسيجر (مبارك بن لندن)، وهو رحالة بريطاني. ولد في أديس أبابا عام 1910 وتوفي عام 2003. سافر إلى كل من الجزيرة العربية (مناطق من السعودية والإمارات وظفار) والعراق وإيران وباكستان وغرب أفريقيا، وكتب عنها عدة كتب أشهرها «كتاب الرمال العربية». وهو كتاب تاريخي وجغرافي مهم. ورد في كتابه تفاصيل كثيرة عن ظفار، حيث عنون أحد فصول الكتاب «بالانطلاق من ظفار» وكتب قائلاً: بينما كان والي ظفار يجمع في صلالة فريقاً من الرواشد لمرافقتي إلى رمال غنيم سافرت إلى جبال قرا. كما تضمن الكتاب صور لخرائط وصور أتى فيها ذكر القرا.